# 单鼻黑绵鳚
单鼻黑绵鳚，為輻鰭魚綱鱸形目绵鳚亞目绵鳚科的其中一種，分布於東南太平洋區，從加拉巴哥群島至智利南部海域，屬底棲性魚類，棲息深度370-2635公尺，體長可達11.4公分，屬肉食性，以橈腳類等為食。

## 扩展阅读
維基物種上的相關：单鼻黑绵鳚